# Martinet du Cap
Apus barbatus
Espèce
Statut de conservation UICN

 LC  : Préoccupation mineure
Le Martinet du Cap (Apus barbatus)  est une espèce d'oiseaux appartenant à la famille des apodidés.

## Répartition et sous-espèces
D'après Alan P. Peterson, cette espèce est constituée des six sous-espèces suivantes :
- Apus barbatus glanvillei Benson 1967 — connu de 2 specimens (Rokupr, Sierra Leone)
- Apus barbatus serlei De Roo 1970 — Grassland (Cameroun)
- Apus barbatus roehli Reichenow 1906 — Afrique de l'Est
- Apus barbatus hollydayi Benson & Irwin 1960 — chutes Victoria
- Apus barbatus oreobates Brooke 1970 — mont Gorongosa (Zimbabwe)
- Apus barbatus barbatus (P.L. Sclater) 1866 — Afrique du Sud

## Galerie d'images

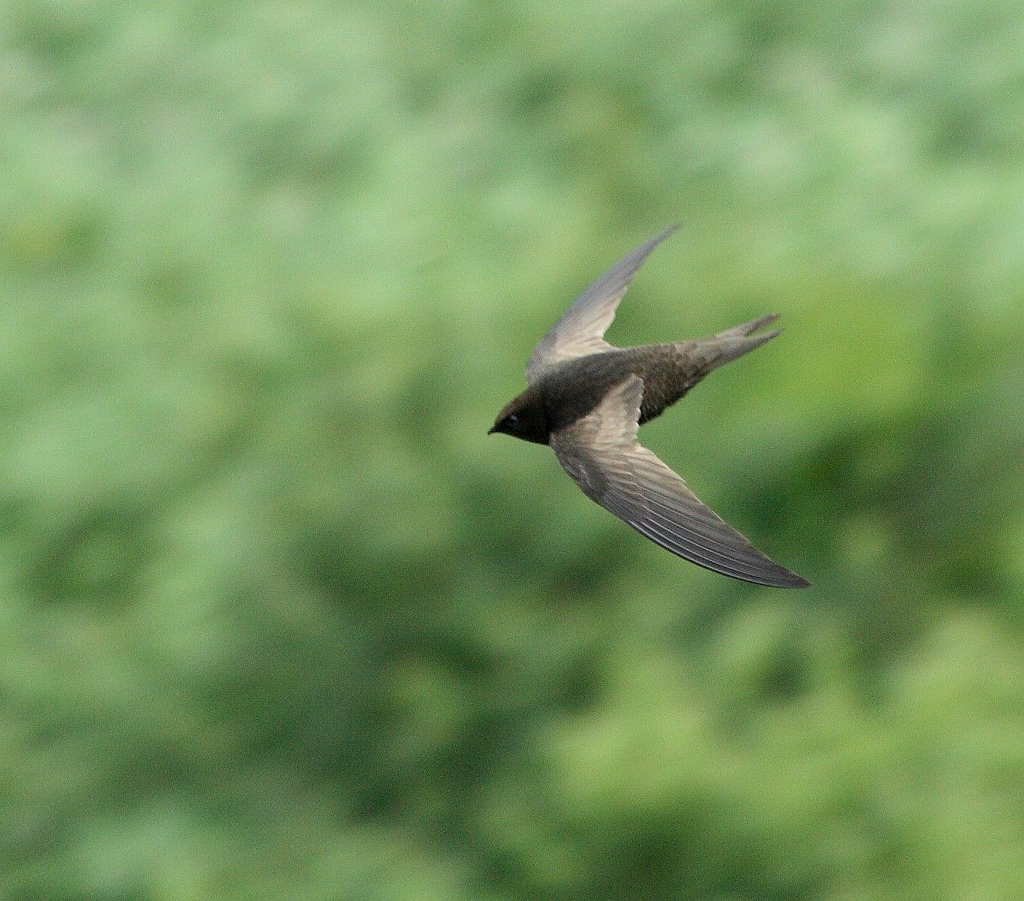
Martinet du Cap en vol
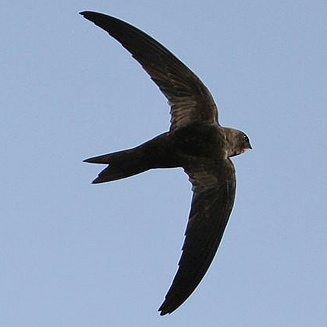
Martinet du Cap en vol, Milnerton (Le Cap)
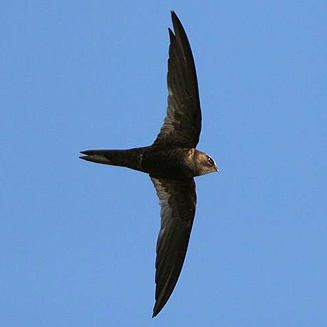